# Krabi flygplats
Krabi flygplats eller Krabi International Airport (thai: ท่าอากาศยานกระบี่) (IATA: KBV, ICAO: VTSG) är en internationell flygplats i Krabi i Thailand. Flygplatsen är belägen cirka 7 kilometer öster om Krabi.

## Bakgrund
Flygplatsen öppnade den 10 juli 1999 och utformades för att hantera tre miljoner passagerare åreligen. År 2017 hanterade flygplatsen 4 339 599 passagerares ankomster och avgångar. År 2016 planerades en uppgradera flygplatsens kapacitet till fem miljoner årligen. År 2019 meddelade ägaren, Department of Airports, att kapcaiteten vid flygplatsen skulle ökas till åtta miljoner årligen.